# Réduction d'ISF pour investissement en PME
 (juillet 2018).
 (avril 2025).
La mise en forme du texte ne suit pas les recommandations de Wikipédia : il faut le « wikifier ».
Les points d'amélioration suivants sont les cas les plus fréquents. Le détail des points à revoir est peut-être précisé sur la page de discussion.
- Les titres sont pré-formatés par le logiciel. Ils ne sont ni en capitales, ni en gras.
- Le texte ne doit pas être écrit en capitales (les noms de famille non plus), ni en gras, ni en italique, ni en « petit »…
- Le gras n'est utilisé que pour surligner le titre de l'article dans l'introduction, une seule fois.
- L'italique est rarement utilisé : mots en langue étrangère, titres d'œuvres, noms de bateaux, etc.
- Les citations ne sont pas en italique mais en corps de texte normal. Elles sont entourées par des guillemets français : « et ».
- Les listes à puces sont à éviter, des paragraphes rédigés étant largement préférés. Les tableaux sont à réserver à la présentation de données structurées (résultats, etc.).
- Les appels de note de bas de page (petits chiffres en exposant, introduits par l'outil «  Source ») sont à placer entre la fin de phrase et le point final[comme ça].
- Les liens internes (vers d'autres articles de Wikipédia) sont à choisir avec parcimonie. Créez des liens vers des articles approfondissant le sujet. Les termes génériques sans rapport avec le sujet sont à éviter, ainsi que les répétitions de liens vers un même terme.
- Les liens externes sont à placer uniquement dans une section « Liens externes », à la fin de l'article. Ces liens sont à choisir avec parcimonie suivant les règles définies. Si un lien sert de source à l'article, son insertion dans le texte est à faire par les notes de bas de page.
- La présentation des références doit suivre les conventions bibliographiques. Il est recommandé d'utiliser les modèles {{Ouvrage}}, {{Chapitre}}, {{Article}}, {{Lien web}} et/ou {{Bibliographie}}. Le mode d'édition visuel peut mettre en forme automatiquement les références.
- Insérer une infobox (cadre d'informations à droite) n'est pas obligatoire pour parachever la mise en page.

Pour une aide détaillée, merci de consulter Aide:Wikification.
Si vous pensez que ces points ont été résolus, vous pouvez retirer ce bandeau et améliorer la mise en forme d'un autre article.
L'article 16 de la Loi en faveur du travail, de l'emploi et du pouvoir d'achat (loi TEPA) du 21 août 2007 créé une réduction d'impôt de solidarité sur la fortune en cas d'investissement dans les PME non cotées : la réduction était de 75 % des sommes investies et plafonnée à 50 000 €.
Depuis le 3 août 2011, à la suite de la première loi de finances rectificative, la réduction est de 50 % et est plafonnée à 45 000 €.

## Investissement direct
La réduction est accordée pour l'investissement en direct au capital de PME éligibles. 
Les titres souscrits au capital de la PME doivent être alors conservés jusqu'au 31 décembre de la 5e année suivant la souscription.
En revanche ces titres ne peuvent pas être remboursés (par réduction du capital par ex) avant le 1er janvier de la 11e année suivant la souscription.
Si ces conditions de délai de conservation ne sont pas respectées, alors la réduction d'ISF est reprise avec des pénalités additives.

## Rappels de la définition d'une PME éligible
Pour les investissements directs la société concernée par l’investissement doit répondre aux critères suivants :
- Être une PME au sens communautaire à la date de la souscription :
- Moins de 250 employés ;
- Chiffre d’affaires annuel n’excédant pas 50 millions d’euros ou dont le total du bilan annuel n’excédant pas 43 millions d’euros, imposition à l’IS imposition à l'IR ou l'IS de plein droit ou sur option ;
- L’entreprise concernée n’est pas détenue à plus de 25 % par une ou plusieurs entreprises ne répondant pas à la définition de PME ;
- La société doit exercer exclusivement une activité commerciale, industrielle, artisanale, libérale, agricole ou financière, et avoir sa direction effective dans un État de l’Union européenne, en Islande ou en Norvège ;
- Les titres de la société ne doivent pas être admis aux négociations sur un marché réglementé français ou étranger.

## La holding ISF
La réduction de 50 % allant jusqu'à 45 000 € est accordée aussi pour l'investissement dans une société respectant les critères de la PME et ayant pour objet l'investissement dans d'autres PME (la société est alors appelée une holding ISF, dénomination d'usage non inscrite dans la loi). Les investissements en d'autres PME effectués par la société doivent eux aussi être conservés pendant 5 ans.
Dans le cas d’un investissement indirect, la loi TEPA accorde le bénéfice de la réduction ISF, par le mécanisme de la transparence, aux souscriptions au capital de PME « opérationnelles » réalisées par l’intermédiaire d’une société holding (un seul niveau d’interposition autorisé).
Le redevable peut imputer sur le montant de son ISF 50 % du montant des versements effectués au titre de souscriptions au capital de PME éligibles, dans la limite de 45 000 €, pour les montants versés avant le 31 décembre 2008 (dans ce cas le redevable bénéficie de la Loi de Finances 2008) ou avant le 15 juin 2009 (dans ce cas le redevable bénéficiera des modalités de la Loi de Finances 2009).  
Exemple : un redevable a investi 40 000 € dans une holding ISF qui au total a levé 1 million d'euros. La holding a réinvesti avant le 15 juin 2012 la somme de 800 000 € au total dans plusieurs PME opérationnelles, soit 80 % de son capital. Le redevable de l'ISF bénéficie au titre de son ISF 2012 d'une réduction d'impôt égale à 40 000 x 50 % x 80 % (quantum de réinvestissement) = 16 000 €.

## Les spécialistes des holdings ISF
Des intermédiaires spécialisés se sont positionnés sur l'activité de création et de gestion de holding ISF dédiées, afin de faciliter l'investissement des fonds levés auprès des assujettis à l'ISF. Leur rôle est essentiellement de monter la structure juridique de la holding, de solliciter un agrément AMF. Ce point n'est pas indispensable mais permet de faire appel public à l'épargne, et encadre mieux l'activité de la holding qui est surveillée par l'AMF (exemple de Visa AMF). L'appel public à l'épargne permet de s'affranchir de la limite des 99 associés maximum pour une société par actions. L'appel public à l'épargne permet de démarcher activement des prospects (au sens de la loi sur le démarchage bancaire et financier, qui sanctionne pénalement le démarchage illégal) et donc de communiquer librement sur l'émission des valeurs mobilières ouvertes à la souscription.
À défaut d'avoir obtenu l'agrément de l'AMF pour un appel public à l'épargne, une holding ISF ne peut avoir plus de 50 associés. Ses actions ne peuvent donner lieu à aucun démarchage, ni aucune publicité. Mais elle peut être recommandée à des clients de CIF ou de PSI au titre d'une mission de conseil ou d'un mandat de recherche. Le CIF ou le PSI devra s'assurer que l'investissement recommandé est bien en ligne avec le patrimoine et les revenus de son client.
Ensuite la holding va identifier des PME cibles, mettre en place la documentation d'augmentation de capital, et jouer son rôle d'actionnaire tout au long de la vie de la holding

## Les risques de requalification de certains mécanismes d'investissement invoqués par les holdings
Dans une lettre ouverte datée du 30 mai 2008 puis dans une question écrite à Madame le Ministre de l'économie, de l'industrie et de l'emploi (question écrite n°04825 de M. Philippe Adnot (Aube - NI) publiée dans le JO Sénat du 19/06/2008 - page 1188), le Sénateur Adnot fustige des « montages qui consistent, non pas à utiliser la holding pour investir dans des PME existantes ou en création, mais à y recourir comme moyen de collecter des fonds en agglomérant un nombre important de souscripteurs qui ne se connaissent même pas, voire qui ont été démarchés, pour ensuite créer, à la demande, des kyrielles de SARL ad hoc, dans lesquelles 100 % des fonds levés sont investis, et dont l'objet social est de louer des biens corporels ou incorporels à des PME (ces SARL versent, bien sûr des commissions de gestion à la holding). Il est bien précisé aux investisseurs qu'au terme du délai fiscal de conservation les actifs seront cédés par les SARL qui seront absorbées par la holding qui sera ensuite dissoute ». 
Le Sénateur Adnot s'est aussi élevé contre « d’autres montages où le capital des sociétés créées par la holding est uniquement investi pour acquérir des biens immobiliers à caractère patrimonial en vue d’un pur investissement de rendement ». 
Dans sa réponse (réponse du Ministère de l'économie, de l'industrie et de l'emploi publiée dans le JO Sénat du 17/07/2008 - page 1459), Madame Lagarde lui a donné raison : ces « opérations ont été structurées à la seule fin de permettre aux souscripteurs de bénéficier de l'avantage fiscal prévu par l'article 885-0 V bis précité du code général des impôts, en leur faisant notamment prendre un risque limité économiquement à celui d'un prêteur de deniers et non pas un réel risque de participation au capital, qui est inhérent à la souscription au capital de PME non cotées […] Ces montages sont [donc] susceptibles d'être critiqués sur le terrain de l'abus de droit par fraude à la loi, conduisant in fine à une remise en cause de l'avantage fiscal consenti aux bénéficiaires. »
Dans un autre registre, la multiplication de structures holdings créées à l’initiative d’un même promoteur pour contourner les règles d’appel public à l’épargne fixant à 99 associés au plus la limite au-delà de laquelle il est obligatoire de déposer un dossier et d’obtenir un agrément de l’Autorité des Marchés Financiers. Le non-respect des règles relative à l'Appel Public à l'Epargne font planer un risque de nullité sur les levées de fonds concernées.
Enfin, certaines holdings pourraient se voir contester leur rôle d'animatrice de groupe (les holdings animatrices de groupe participent activement à la conduite de la politique de leur groupe et au contrôle de leurs filiales ;  et rendent le cas échéant et à titre purement interne, des services spécifiques, administratifs, juridiques, comptables, financiers et immobiliers). Avec à la clé une remise en cause des avantages procurés aux investisseurs : une holding animatrice de groupe étant assimilée à une PME opérationnelle, la réduction d'ISF de 75 % n'a pas à être pondérée par le quantum de capitaux réinvestis, ni par le calendrier de réinvestissement des capitaux levés (cf. exemple de calcul de la réduction d'impôt ci-dessus).
Il semble donc important de suivre l'évolution de ces fonds et de leur potentielle requalification fiscale. 
En effet, très souvent la quasi-intégralité du rendement de ce type d'investissement se situe dans l'économie d'impôt (c'est-à-dire que votre argent ne produit presque rien, mais est simplement « sauvé du fisc »). Une requalification aurait alors des conséquences sévères et très brutales pour les gains escomptés, puisqu'elle pourrait contraindre le contribuable à payer in fine le FISC avec cet argent qui n'aurait rien produit pendant x années, et plutôt même coûté des frais de gestion. Il y aurait alors perte financière.

## Le FIP ISF
Une réduction plus faible, de 50 % des sommes investies est aussi accordée dans le cas de l'investissement dans des fonds d'investissement de proximité qui doivent respecter des critères spécifiques d'investissement en PME. La réduction est dans ce cas au plus de 18 000 € au lieu de 50 000 € et est calculée sur le montant investi dans le FIP net des frais de souscription et commissions dans la limite du pourcentage initialement fixé de l’actif du fonds investi en titres reçus en contrepartie de souscriptions au capital de sociétés vérifiant les conditions de la réduction en faveur des investissements en direct. La réduction obtenue au titre de l'investissement en FIP ISF vient diminuer le plafond de réduction disponible pour les investissements en direct ou en holding ISF.

## Règlement communautaire des aides dites de " minimis "
Le législateur a rappelé que le dispositif se doit de respecter le règlement communautaire sur les aides dites "de minimis". Cette règle impose, dans le but d'éviter toute entrave à la concurrence, que les aides d'État octroyées à une entreprise ne puissent pas excéder un plafond fixé à 200 000 € sur une période glissante de trois exercices (celui de l'octroi et les deux exercices précédents). Si le montant des aides accordées excède ce plafond, celle qui est à l'origine de ce dépassement est réputée comme contrevenant au plafond pour sa totalité, et l'entreprise devrait donc y renoncer. La Commission européenne a autorisé le régime de réduction d’ISF dans sa décision du 11 mars 2008.
Pour les versements effectués à compter du 11 mars 2008, la réglementation des minimis est écartée si 3 conditions complémentaires sont remplies : 
1. La société est en phase d’amorçage, de démarrage, d’expansion au sens des lignes directrices concernant les aides d’État visant à promouvoir les investissements en capital investissement dans les PME.
2. L’entreprise n’est pas qualifiable d’entreprise en difficulté ou ne relève pas des secteurs de la construction navale, de l’industrie houillère ou de la sidérurgie.
3. Le montant des versements ne doit pas excéder le plafond de 1,5 million d’euros par période de douze mois fixé par le décret publié le 15 avril 2008.